# Saison 2013-2014 des Girondins de Bordeaux
Maillots
Chronologie
Saison précédente Saison suivante
Lors de la saison 2013-2014, les Girondins de Bordeaux sont engagés dans quatre compétitions : la Ligue 1, la Coupe de la Ligue où ils n'entreront qu'à partir du stade des 8e de finale, la Coupe de France et la Ligue Europa, démarrant en phase de poules. 

## Avant-saison

### Tableau des transferts
| Nom                | Nationalité        | Poste     | Transfert                        | Provenance/Destination  | Division          |
| ------------------ | ------------------ | --------- | -------------------------------- | ----------------------- | ----------------- |
| Arrivées           |                    |           |                                  |                         |                   |
| Anthony Modeste    | France             | Attaquant | Retour de prêt                   | SC Bastia               | Ligue 1           |
| Vujadin Savić      | Serbie             | Défenseur | Retour de prêt                   | Dynamo Dresde           | 2. Bundesliga     |
| Matthieu Chalmé    | France             | Défenseur | Retour de prêt                   | AC Ajaccio              | Ligue 1           |
| Jussiê             | Brésil             | Attaquant | Retour de prêt                   | Al Wasl                 | Arab Gulf League  |
| Emiliano Sala      | Argentine          | Attaquant | Retour de prêt                   | US Orléans              | National          |
| Rodrigo Castro     | Argentine          | Milieu    | Premier contrat professionnel    | Girondins de Bordeaux B | CFA               |
| Younes Kaabouni    | France             | Attaquant | Premier contrat professionnel    | Girondins de Bordeaux B | CFA               |
| Jérémie Bréchet    | France             | Défenseur | Transfert gratuit                | ES Troyes AC            | Ligue 2           |
| Lucas Orbán        | Argentine          | Défenseur | Transfert (2,5 millions d'euros) | Atletico Tigre          | Primera División  |
| David Djigla       | Bénin              | Attaquant | Transfert gratuit                | Onze Créateurs          | Première Division |
| Départs            |                    |           |                                  |                         |                   |
| Evan Chevalier     | France             | Milieu    | Fin de contrat                   | Poiré-sur-Vie           | National          |
| Abdoulaye Keita    | France             | Gardien   | Fin de contrat                   |                         |                   |
| Emiliano Sala      | Argentine          | Attaquant | Prêt                             | Chamois niortais        | Ligue 2           |
| Anthony Modeste    | France             | Attaquant | Transfert (3 millions d'euros)   | 1899 Hoffenheim         | Bundesliga        |
| Benoît Trémoulinas | France             | Défenseur | Transfert (7 millions d'euros)   | Dynamo Kiev             | Premier-Liga      |
| Florian Marange    | France             | Défenseur | Fin de contrat                   | Crystal Palace          | Premier League    |
| Gaëtan Laborde     | France             | Attaquant | Prêt                             | Red Star                | National          |
| Jaroslav Plašil    | République tchèque | Milieu    | Prêt                             | Calcio Catane           | Serie A           |

| Nom                  | Nationalité | Poste     | Transfert                      | Provenance/Destination | Division     |
| -------------------- | ----------- | --------- | ------------------------------ | ---------------------- | ------------ |
| Arrivées             |             |           |                                |                        |              |
| Guillaume Hoarau     | France      | Attaquant | Transfert gratuit              | Dalian Aerbin          | Super League |
| Départs              |             |           |                                |                        |              |
| Hadi Sacko           | France      | Milieu    | Prêt                           | Le Havre AC            | Ligue 2      |
| Fahid Ben Khalfallah | Tunisie     | Milieu    | Transfert gratuit              | ES Troyes AC           | Ligue 2      |
| Vujadin Savić        | Serbie      | Défenseur | Prêt                           | Arminia Bielefeld      | 3. Liga      |
| Rodrigo Castro       | Argentine   | Milieu    | Prêt                           | Red Star               | National     |
| Ludovic Obraniak     | Pologne     | Milieu    | Transfert (2 millions d'euros) | Werder Brême           | Bundesliga   |

### Préparation d'avant-saison
Les Girondins reprennent le chemin de l'entraînement le jeudi 4 juillet 2013. Ils effectueront un stage de préparation du 14 juillet au 20 juillet à Divonne-les-Bains. 

## Compétitions

### Trophée des champions
Le Trophée des champions 2013 est la 18e édition du Trophée des champions, compétition ne comptant qu'un seul match et organisée par la Ligue de football professionnel (LFP) depuis 1995, qui oppose le champion de France au vainqueur de la Coupe de France. Depuis 2009, la LFP a décidé d'expatrier à l'étranger cette compétition, après les États-Unis en 2012, la compétition a lieu cette saison au Stade de l'Amitié à Libreville au Gabon.
La rencontre oppose donc le Paris Saint-Germain, champion de France 2012-2013, aux Girondins de Bordeaux, vainqueur de la Coupe de France 2012-2013. Les règles du match sont les suivantes : la durée de la rencontre est de 90 minutes puis en cas de match nul, une séance de tirs au but est réalisée pour départager les équipes. Trois remplacements sont autorisés pour chaque équipe.
Ce sont les Girondins qui ouvrent la marque, Nicolas Maurice-Belay depuis le côté gauche centre en direction de Henri Saivet qui parvient à tromper Sirigu d'une tête piquée. Mené au score, Laurent Blanc fait rentrer à 20 minutes de la fin Coman, Verratti et Ongenda. Coaching gagnant puisque le jeune Hervin Ongenda, servi par Ibrahimović d'une balle piquée au-dessus de la défense, égalise. En toute fin de match, les Parisiens obtiennent un coup franc à 35 mètres des cages bordelaises. Tiré par Lucas, c'est Alex qui s'élève dans les airs et parvient à inscrire le but de la victoire sur le fil. Les joueurs parisiens soulèvent ainsi le Trophée des champions devant les 34 658 spectateurs gabonais présents pour ce match.

### Championnat
La Ligue 1 2013-2014 est la soixante-quinzième édition du championnat de France de football et la douzième sous l'appellation « Ligue 1 ». La division oppose vingt clubs en une série de trente-huit rencontres. Les meilleurs de ce championnat se qualifient pour les coupes d'Europe que sont la Ligue des Champions (le podium) et la Ligue Europa (le quatrième et les vainqueurs des coupes nationales). Les Girondins de Bordeaux participent à cette compétition pour la soixante-et-unième fois de son histoire.
Les relégués de la saison précédente, l'AS Nancy-Lorraine, l'ESTAC Troyes et le Stade brestois 29, sont remplacés par l'AS Monaco, champion de Ligue 2 en 2012-2013 après deux ans d'absence, l'EA Guingamp, 10 ans après sa dernière participation au plus haut niveau national, et le FC Nantes, relégué en Ligue 2 lors de la saison 2006-2007.
| Date-heure                            | No. | Adversaire             | Lieu | Résultat | Buteurs pour le FCGB                                             | Buteurs adverses                                                   | Classement | Affluence | Diffuseur            |
| Samedi 10 août 2013 21h00             | 1   | AS Monaco              | Dom. | 0 - 2    | -                                                                | Emmanuel Rivière 82e · Radamel Falcao 87e                          | 17e        | 32 158    | beIN Sport / Canal+  |
| Samedi 17 août 2013 20h00             | 2   | Toulouse FC            | Ext. | 1 - 1    | Cheick Diabaté 43e                                               | Eden Ben Basat 45e                                                 | 17e        | 13 111    | beIN Sport           |
| Samedi 24 août 2013 20h00             | 3   | SC Bastia              | Dom. | 1 - 0    | Henri Saivet 32e                                                 | -                                                                  | 9e         | 15 240    | beIN Sport           |
| Dimanche 1er septembre 2013 14h00     | 4   | AS Saint-Étienne       | Ext. | 2 - 1    | Ludovic Obraniak 90e                                             | Romain Hamouma 7e · Loïc Perrin 50e                                | 15e        | 26 091    | beIN Sport           |
| Vendredi 13 septembre 2013 20h30      | 5   | Paris Saint-Germain    | Dom. | 0 - 2    | -                                                                | Blaise Matuidi 30e · Lucas 64e                                     | 16e        | 29 548    | beIN Sport / Canal+  |
| Dimanche 22 septembre 2013 14h00      | 6   | FC Lorient             | Ext. | 3 - 3    | Cheick Diabaté 8e (pen.) · Grégory Sertic 24e · Henri Saivet 30e | Vincent Aboubakar 23e · Kévin Monnet-Paquet 44e · Sadio Diallo 58e | 17e        | 14 038    | beIN Sport           |
| Mercredi 25 septembre 2013 19h00      | 7   | Stade de Reims         | Dom. | 0 - 0    | -                                                                | -                                                                  | 18e        | 13 282    | beIN Sport           |
| Samedi 28 septembre 2013 20h00        | 8   | Évian Thonon Gaillard  | Ext. | 1 - 1    | Cheick Diabaté 69e                                               | Kévin Bérigaud 25e                                                 | 17e        | 9 846     | beIN Sport           |
| Dimanche 6 octobre 2013 17h00         | 9   | FC Sochaux-Montbéliard | Dom. | 4 - 1    | Henri Saivet 21e (pen.) · Jussiê 39e · Cheick Diabaté 70e 89e    | Roy Contout 17e                                                    | 15e        | 12 823    | beIN Sport           |
| Dimanche 20 octobre 2013 21h00        | 10  | Olympique lyonnais     | Ext. | 1 - 1    | Ludovic Obraniak 62e                                             | Jimmy Briand 90+2e                                                 | 15e        | 36 774    | Canal+               |
| Dimanche 27 octobre 2013 14h00        | 11  | Montpellier HSC        | Dom. | 2 - 0    | Cheick Diabaté 75e · Ludovic Obraniak 90e                        | -                                                                  | 13e        | 15 972    | beIN Sport           |
| Dimanche 3 novembre 2013 14h00        | 12  | OGC Nice               | Ext. | 1 - 2    | Grégory Sertic 31e · Ludovic Obraniak 59e                        | Darío Cvitanich 77e (pen.)                                         | 10e        | 27 511    | beIN Sport           |
| Dimanche 10 novembre 2013 14h00       | 13  | FC Nantes              | Dom. | 0 - 3    | -                                                                | Vincent Bessat 41e · Papy Djilobodji 60e · Filip Djordjevic 64e    | 12e        | 24 160    | beIN Sport           |
| Samedi 23 novembre 2013 20h00         | 14  | Stade rennais          | Ext. | 1 - 1    | Cheick Diabaté 64e                                               | Jean-Armel Kana-Biyik 63e                                          | 12e        | 15 465    | beIN Sport           |
| Dimanche 1er décembre 2013 14h00      | 15  | AC Ajaccio             | Dom. | 4 - 0    | Jussiê 8e (68) · Grégory Sertic 50e · Nicolas Maurice-Belay 54e  | -                                                                  | 9e         | 11 399    | beIN Sport           |
| Mercredi 4 décembre 2013 19h00        | 16  | EA Guingamp            | Ext. | 0 - 1    | Julien Faubert 26e                                               | -                                                                  | 7e         | 14 708    | beIN Sport           |
| Dimanche 8 décembre 2013 14h00        | 17  | LOSC Lille             | Dom. | 1 - 0    | Landry N'Guemo 27e                                               | -                                                                  | 7e         | 18 740    | beIN Sport           |
| Dimanche 15 décembre 2013 14h00       | 18  | Valenciennes FC        | Dom. | 2 - 1    | Jussiê 58e (pen.) · Nicolas Maurice-Belay 73e                    | Tongo Hamed Doumbia 55e                                            | 5e         | 22 165    | beIN Sport           |
| Dimanche 22 décembre 2013 14h00       | 19  | Olympique de Marseille | Ext. | 2 - 2    | Jussiê 34e · Nicolas Maurice-Belay 66e                           | Alaixys Romao 73e · André-Pierre Gignac 74e                        | 5e         | 38 720    | beIN Sport           |
| Samedi 11 janvier 2014 20h00          | 20  | Toulouse FC            | Dom. | 0 - 1    | -                                                                | Martin Braithwaite 53e                                             | 8e         | 15 058    | beIN Sports          |
| Samedi 18 janvier 2014 20h00          | 21  | SC Bastia              | Ext. | 1 - 0    | -                                                                | Adama Ba 42e                                                       | 9e         | 12 778    | beIN Sports          |
| Dimanche 26 janvier 2014 17h00        | 22  | AS Saint-Étienne       | Dom. | 2 - 0    | Abdou Traoré 41e · Henrique 51e                                  | -                                                                  | 6e         | 19 824    | beIN Sports          |
| Vendredi 31 janvier 2014 20h30        | 23  | Paris Saint-Germain    | Ext. | 2 - 0    | -                                                                | Zlatan Ibrahimović 58e · Alex 88e                                  | 7e         | 45 292    | beIN Sports / Canal+ |
| Samedi 15 février 2014 20h00          | 25  | Stade de Reims         | Ext. | 1 - 0    | -                                                                | Nicolas de Préville 64e                                            | 8e         | 13 702    | beIN Sports          |
| Samedi 22 février 2014 20h00          | 26  | Évian Thonon Gaillard  | Dom. | 2 - 1    | Julien Faubert 52e · Henri Saivet 82e                            | Kévin Bérigaud 73e                                                 | 7e         | 12 465    | beIN Sports          |
| Mardi 25 février 2014 18h30 (reporté) | 24  | FC Lorient             | Dom. | 3 - 2    | Henri Saivet 22e · Cheick Diabaté 36e · Guillaume Hoarau 72e     | Sadio Diallo 26e · Lamine Koné 84e                                 | 7e         | 12 779    | beIN Sports          |
| Samedi 1er mars 2014 20h00            | 27  | FC Sochaux-Montbéliard | Ext. | 2 - 0    | -                                                                | Jordan Ayew 70e · Cédric Bakambu 82e                               | 8e         | 13 095    | beIN Sports          |
| Dimanche 9 mars 2014 21h00            | 28  | Olympique lyonnais     | Dom. | 1 - 2    | Henri Saivet 7e                                                  | Henri Bedimo 90+1e · Corentin Tolisso 90+5e                        | 8e         | 17 660    | Canal+               |
| Dimanche 16 mars 2014 17h00           | 29  | Montpellier HSC        | Ext. | 1 - 1    | Carlos Henrique 24e                                              | Vitorino Hilton 34e                                                | 9e         | 14 018    | beIN Sport           |
| Samedi 22 mars 2014 20h00             | 30  | OGC Nice               | Dom. | 1 - 1    | Jussiê 34e                                                       | Alexy Bosetti 73e ·                                                | 5e         | 15 175    | beIN Sport           |
| Samedi 29 mars 2014 20h00             | 31  | FC Nantes              | Ext. | 0 - 0    |                                                                  |                                                                    | 9e         | 15 175    | beIN Sport           |
| Samedi 5 avril 2014 20h00             | 32  | Stade rennais          | Dom. | 2 - 2    | Guillaume Hoarau 37e · Diego Rolán 61e                           | Abdoulaye Doucouré 64e · Romain Alessandrini 68e                   | 7e         | 19 776    | beIN Sport           |
| Samedi 12 avril 2014 20h00            | 33  | AC Ajaccio             | Ext. | 1 - 1    | Jussiê 62e                                                       | Mehdi Mostefa 85e                                                  | 7e         | 6 319     | beIN Sport           |
| Dimanche 20 avril 2014 17h00          | 34  | EA Guingamp            | Dom. | 5 - 1    | Cheick Diabaté 8e 20e 25e · Jussiê 48e · Diego Rolán 68e (pen.)  | Mustapha Diallo 29e                                                | 7e         | 18 046    | beIN Sport           |
| Samedi 26 avril 2014                  | 35  | LOSC Lille             | Ext. | 2 - 1    | Jussiê 71e (pen.)                                                | Salomon Kalou 23e · Ryan Mendes 68e                                | 7e         | 40 644    | Canal+               |
| Dimanche 4 mai 2014                   | 36  | Valenciennes FC        | Ext. | 0 - 1    | Julien Faubert 74e                                               | -                                                                  | 7e         | 12 784    | beIN Sport           |
| Samedi 10 mai 2014                    | 37  | Olympique de Marseille | Dom. | 1 - 1    | Cheick Diabaté 66e                                               | Benoit Cheyrou 32e                                                 | 7e         | 31 555    | beIN Sport / Canal+  |
| Samedi 17 mai 2014                    | 38  | AS Monaco              | Ext. | 1 - 1    | Guillaume Hoarau 15e                                             | Lucas Ocampos 69e                                                  | 7e         | 7 869     | beIN Sport / Canal+  |

#### Classement et statistiques
Les Girondins terminent le championnat à la septième place avec 13 victoires, 14 matchs nuls et 11 défaites. Une victoire rapportant trois points et un match nul un point, le FCGB totalise 53 points soit 36 de moins que le leader, le Paris Saint-Germain. Les Girondins possèdent la sixième attaque du championnat avec 49 buts marqués, et la septième défense avec 43 buts encaissés. Bordeaux est la sixième formation à domicile (34 points) et la onzième à l'extérieur (19 points).
Extrait du classement de Ligue 1 2013-2014
| Rang | Équipe                    | Pts | J  | G  | N  | P  | Bp | Bc | Diff |
| --- | ------------------------- | --- | -- | -- | -- | -- | -- | -- | ---- |
| 1 | Paris Saint-Germain T S L | 89  | 38 | 27 | 8  | 3  | 84 | 23 | +61  |
| 2 | AS Monaco FC P            | 80  | 38 | 23 | 11 | 4  | 63 | 31 | +32  |
| 3 | Lille OSC                 | 71  | 38 | 20 | 11 | 7  | 46 | 26 | +20  |
| 4 | AS Saint-Étienne          | 69  | 38 | 20 | 9  | 9  | 56 | 34 | +22  |
| 5 | Olympique lyonnais        | 61  | 38 | 17 | 10 | 11 | 56 | 44 | +12  |
| 6 | Olympique de Marseille    | 60  | 38 | 16 | 12 | 10 | 53 | 40 | +13  |
| 7 | FC Girondins de Bordeaux  | 53  | 38 | 13 | 14 | 11 | 49 | 43 | +6   |
| - Phase de groupes de la Ligue des Champions 2014-2015 - Barrages de la Ligue des Champions 2014-2015 - Barrages de la Ligue Europa 2014-2015 |                           |     |    |    |    |    |    |    |      |

### Coupe de France
La coupe de France 2013-2014 est la 96e édition de la coupe de France, une compétition à élimination directe mettant aux prises tous les clubs de football amateurs et professionnels à travers la France métropolitaine et les DOM-TOM. Elle est organisée par la FFF et ses ligues régionales.
| Date                           | Tour                       | Adversaire            | Lieu | Résultat       | Buteurs pour le FCGB                                                          | Buteurs adverses                                                                                 | Affluence | Diffuseur          |
| Dimanche 5 janvier 2014 14h15  | Trente-deuxièmes de finale | US Raon l'Etape (CFA) | Ext. | 1 - 2          | Henri Saivet 15e (pen.) · David Bellion 87e                                   | Benoit Patin 71e                                                                                 | 2 500     | France 3 Aquitaine |
| Mercredi 22 janvier 2014 18h00 | Seizièmes de finale        | Île-Rousse (CFA 2)    | Ext. | 0 - 0 4 - 3tab | - · Grégory Sertic · David Bellion · Carlos Henrique · Mariano · Ludovic Sané | - · Baptiste Delfino · Benjamin Vachet · Jonathan Portillo · Benjamin Santelli · Dimitri Menozzi | 3 000     | Non diffusé        |

### Coupe de la Ligue
La Coupe de la Ligue 2013-2014 est la 20e édition de la Coupe de la Ligue, compétition à élimination directe organisée par la Ligue de football professionnel (LFP) depuis 1994, qui rassemble uniquement les clubs professionnels de Ligue 1, Ligue 2 et National. Depuis 2009, la LFP a instauré un nouveau format de coupe plus avantageux pour les équipes qualifiées pour une coupe d'Europe.
| Date et horaire                 | Tour                | Adversaire                    | Lieu | Résultat | Buteurs pour le FCGB               | Buteurs adverses                                            | Affluence | Diffuseur          |
| Mercredi 18 décembre 2013 20h55 | Huitièmes de finale | Stade rennais (Ligue 1)       | Ext. | 1 - 2    | Henrique 50e · Jussiê 90+1e (pen.) | Abdoulaye Doucouré 52e                                      | 18 714    | France 3 Aquitaine |
| Mardi 14 janvier 2014 21h00     | Quart de finale     | Paris Saint-Germain (Ligue 1) | Dom. | 1 - 3    | André Biyogo Poko 48e              | Javier Pastore 45e · Adrien Rabiot 85e · Blaise Matuidi 88e | 29 250    | France 2           |

### Ligue Europa
La Ligue Europa 2013-2014 est la quarante-troisième édition de la Ligue Europa. Elle est divisée en deux phases, une phase de groupes, qui consiste en douze mini-championnats de quatre équipes par groupe, les deux premiers poursuivant la compétition. Puis une phase finale, décomposée en seizièmes de finale, huitièmes de finale, quarts de finale, demi-finales et une finale qui se joue sur terrain neutre. En cas d'égalité, lors de la phase finale, la règle des buts marqués à l'extérieur s'applique puis le match retour est augmenté d'une prolongation et d'une séance de tirs au but s'il le faut. Les équipes sont qualifiées en fonction de leurs bons résultats en championnat lors de la saison précédente et le tenant du titre est Chelsea, formation anglaise vainqueur du Benfica Lisbonne deux buts à un à l'Amsterdam ArenA d'Amsterdam.

#### Phase de poules
En gagnant la Coupe de France en 2013, les Girondins de Bordeaux commence son parcours directement en phase de poule. Placé dans le premier chapeau, Bordeaux hérite d'un groupe composé de l'APOEL Nicosie, champion de Chypre en 2012-2013, de l'Eintracht Francfort, sixième du championnat allemand lors de l'exercice précédent, et du Maccabi Tel-Aviv, vainqueur du dernier championnat israélien.
| Date                          | Tour | Adversaire          | Lieu | Résultat | Buteurs pour le FCGB           | Buteurs adverses                                        | Affluence | Diffuseur  |
| Jeudi 19 septembre 2013 19h00 | J1   | Eintracht Francfort | Ext. | 3 - 0    | -                              | Václav Kadlec 4e · Marco Russ 16e · Constant Djakpa 52e | 44 000    | beIN Sport |
| Jeudi 3 octobre 2013 21h05    | J2   | Maccabi Tel-Aviv    | Dom. | 1 - 2    | Jussiê 48e                     | Barak Itzhaki 71e · Dor Micha 80e                       | 7 329     | beIN Sport |
| Jeudi 24 octobre 2013 21h05   | J3   | APOEL Nicosie       | Dom. | 2 - 1    | Lamine Sané 24e · Henrique 90e | Esmaël Gonçalves 45e                                    | 10 404    | W9         |
| Jeudi 7 novembre 2013 19h00   | J4   | APOEL Nicosie       | Ext. | 2 - 1    | Lamine Sané 45+2e              | Nektários Alexándrou 13e · Nuno Morais 55e              | 11 853    | beIN Sport |
| Jeudi 28 novembre 2013 21h05  | J5   | Eintracht Francfort | Dom. | 0 - 1    | -                              | Martin Lanig 83e                                        | 19 013    | W9         |
| Jeudi 12 décembre 2013 19h00  | J6   | Maccabi Tel-Aviv    | Ext. | 1 - 0    | -                              | Eran Zahavi 74e (pen.)                                  | 11 732    | beIN Sport |

| Rang | Équipe                | Pts | J | G | N | P | Bp | Bc | Diff |  | Résultats (▼ dom., ► ext.) | Drapeau de l'Allemagne | Drapeau d’Israël | Drapeau de Chypre | Drapeau de la France |
| ---- | --------------------- | --- | - | - | - | - | -- | -- | ---- |  | -------------------------- | ---------------------- | ---------------- | ----------------- | -------------------- |
| 1    | Eintracht Francfort   | 15  | 6 | 5 | 0 | 1 | 13 | 4  | +9   |  | Eintracht Francfort        |                        | 2-0              | 2-0               | 3-0                  |
| 2    | Maccabi Tel-Aviv      | 11  | 6 | 3 | 2 | 1 | 7  | 5  | +2   |  | Maccabi Tel-Aviv           | 4-2                    |                  | 0-0               | 1-0                  |
| 3    | APOEL Nicosie         | 5   | 6 | 1 | 2 | 3 | 3  | 8  | -5   |  | APOEL Nicosie              | 0-3                    | 0-0              |                   | 2-1                  |
| 4    | Girondins de Bordeaux | 3   | 6 | 1 | 0 | 5 | 4  | 10 | -6   |  | Girondins de Bordeaux      | 0-1                    | 1-2              | 2-1               |                      |

## Statistiques

### Statistiques collectives
| Compétition           | Débute au tour  | Termine         | Matches joués | Gagnés | Nuls | Perdus | Buts pour | Buts contre | Différence |
| --------------------- | --------------- | --------------- | ------------- | ------ | ---- | ------ | --------- | ----------- | ---------- |
| Trophée des champions | -               | Finaliste       | 1             | 0      | 0    | 1      | 1         | 2           | -1         |
| Ligue 1               | -               | -               | 38            | 13     | 14   | 11     | 49        | 43          | +6         |
| Coupe de France       | 1/32 de finale  | -               | 2             | 1      | 1    | 0      | 2         | 1           | +1         |
| Coupe de la Ligue     | 1/8 de finale   | 1/4 de finale   | 2             | 1      | 0    | 1      | 3         | 5           | -2         |
| Ligue Europa          | Phase de poules | Phase de poules | 6             | 1      | 0    | 5      | 4         | 10          | -6         |
| Total                 | -               | -               | 49            | 16     | 15   | 18     | 59        | 61          | -2         |

#### Statistiques buteurs
| Place | Nom                   | Championnat de L1 | Trophée des Champions | Coupe de France | Coupe de la Ligue | Ligue Europa | TOTAL des BUTS |
| 1     | Cheick Diabaté        | 12 buts           | -                     | -               | -                 | -            | 12 buts        |
| 2     | Jussiê                | 9 buts            | -                     | -               | 1 but             | 1 but        | 11 buts        |
| 3     | Henri Saivet          | 6 buts            | 1 but                 | 1 but           | -                 | -            | 8 buts         |
| 4     | Ludovic Obraniak      | 4 buts            | -                     | -               | -                 | -            | 4 buts         |
| 4     | Carlos Henrique       | 2 buts            | -                     | -               | 1 but             | 1 but        | 4 buts         |
| 6     | Grégory Sertic        | 3 buts            | -                     | -               | -                 | -            | 3 buts         |
| 6     | Nicolas Maurice-Belay | 3 buts            | -                     | -               | -                 | -            | 3 buts         |
| 6     | Julien Faubert        | 3 buts            | -                     | -               | -                 | -            | 3 buts         |
| 6     | Guillaume Hoarau      | 3 buts            | -                     | -               | -                 | -            | 3 buts         |
| 8     | Diego Rolán           | 2 buts            | -                     | -               | -                 | -            | 2 buts         |
| 8     | Lamine Sané           | -                 | -                     | -               | -                 | 2 buts       | 2 buts         |
| 12    | Landry N'Guemo        | 1 but             | -                     | -               | -                 | -            | 1 but          |
| 12    | Abdou Traoré          | 1 but             | -                     | -               | -                 | -            | 1 but          |
| 12    | David Bellion         | -                 | -                     | 1 but           | -                 | -            | 1 but          |
| 12    | André Biyogo Poko     | -                 | -                     | -               | 1 but             | -            | 1 but          |
| #     | contre son camp       | -                 | -                     | -               | -                 | -            | -              |
| Total | 15 buteurs            | 49 buts           | 1 but                 | 2 buts          | 3 buts            | 4 buts       | 59 buts        |

Date de mise à jour : le 18 mai 2014.

#### Statistiques passeurs
| Place | Nom                   | Championnat de L1 | Trophée des Champions | Coupe de France | Coupe de la Ligue | Ligue Europa | TOTAL des PASSES |
| 1     | Grégory Sertic        | 10 passes         | -                     | -               | -                 | 1 passe      | 11 passes        |
| 2     | Diego Rolán           | 4 passes          | -                     | -               | -                 | 2 passes     | 6 passes         |
| 3     | Henri Saivet          | 4 passes          | -                     | -               | -                 | -            | 4 passes         |
| 3     | Ludovic Obraniak      | 2 passes          | -                     | -               | 1 passe           | 1 passe      | 4 passes         |
| 5     | Nicolas Maurice-Belay | 2 passes          | 1 passe               | -               | -                 | -            | 3 passes         |
| 6     | Mariano               | 2 passes          | -                     | -               | -                 | -            | 2 passes         |
| 6     | Landry N'Guemo        | 1 passe           | -                     | 1 passe         | -                 | -            | 2 passes         |
| 8     | Jussiê                | 1 passe           | -                     | -               | -                 | -            | 1 passe          |
| 8     | Lucas Orbán           | 1 passe           | -                     | -               | -                 | -            | 1 passe          |
| 8     | Younès Kaabouni       | 1 passe           | -                     | -               | -                 | -            | 1 passe          |
| Total | 10 passeurs           | 28 passes         | 1 passe               | 1 passe         | 1 passe           | 4 passes     | 35 passes        |

Date de mise à jour : le 18 mai 2014.

### Joueurs prêtés
| Nat. | Nom             | Club en prêt      | Compétition | Championnat | Championnat | Championnat | Championnat  | Coupe nationale | Coupe nationale | Coupe nationale | Coupe nationale | Total | Total | Total  | Total        |
| Nat. | Nom             | Club en prêt      | Compétition | MJ          | B           | Averti      | Carton rouge | MJ              | B               | Averti          | Carton rouge    | MJ    | B     | Averti | Carton rouge |
| ---- | --------------- | ----------------- | ----------- | ----------- | ----------- | ----------- | ------------ | --------------- | --------------- | --------------- | --------------- | ----- | ----- | ------ | ------------ |
|      | Rodrigo Castro  | Red Star          | National    | 0           | 0           | 0           | 0            | 0               | 0               | 0               | 0               | 0     | 0     | 0      | 0            |
|      | Gaëtan Laborde  | Red Star          | National    | 11          | 6           | 1           | 0            | 1               | 0               | 0               | 0               | 12    | 6     | 1      | 0            |
|      | Jaroslav Plašil | Calcio Catane     | Serie A     | 15          | 1           | 1           | 0            | 0               | 0               | 0               | 0               | 15    | 1     | 1      | 0            |
|      | Hadi Sacko      | Le Havre AC       | Ligue 2     | 3           | 0           | 0           | 0            | 0               | 0               | 0               | 0               | 3     | 0     | 0      | 0            |
|      | Emiliano Sala   | Chamois niortais  | Ligue 2     | 22          | 6           | 1           | 0            | 4               | 3               | 0               | 0               | 26    | 9     | 1      | 0            |
|      | Vujadin Savić   | Arminia Bielefeld | 3. Liga     | 0           | 0           | 0           | 0            | 0               | 0               | 0               | 0               | 0     | 0     | 0      | 0            |

### Récompenses et distinctions
Au cours de la saison 2013-2014, l'Union nationale des footballeurs professionnels (UNFP) récompense chaque mois le meilleur joueur du championnat de France. Après une sélection de trois joueurs choisis par les médias sportifs, le public élit le joueur du mois avec des votes par SMS ou par Internet. En date du 29 janvier 2014, aucun joueur bordelais n'a été élu joueur du mois.

### Joueurs en sélection nationale

#### Équipe de France
Parmi 13 joueurs français, aucun n'a été sélectionné en équipe de France.

#### Sélections étrangères
| Nom            | Éliminatoires Coupe du monde | Éliminatoires Coupe du monde | Éliminatoires Coupe du monde | Éliminatoires Coupe du monde | Matchs amicaux | Matchs amicaux | Matchs amicaux | Matchs amicaux | Total | Total       | Total  | Total        |
| Nom            | MJ                           | But inscrit                  | Averti                       | Carton rouge                 | MJ             | But inscrit    | Averti         | Carton rouge   | MJ    | But inscrit | Averti | Carton rouge |
| -------------- | ---------------------------- | ---------------------------- | ---------------------------- | ---------------------------- | -------------- | -------------- | -------------- | -------------- | ----- | ----------- | ------ | ------------ |
| Henri Saivet   | 3                            | 0                            | 0                            | 0                            | 0              | 0              | 0              | 0              | 3     | 0           | 0      | 0            |
| Lamine Sané    | 2                            | 0                            | 0                            | 0                            | 1              | 0              | 0              | 0              | 3     | 0           | 0      | 0            |
| Landry N'Guemo | 2                            | 0                            | 0                            | 0                            | 0              | 0              | 0              | 0              | 2     | 0           | 0      | 0            |
| Abdou Traoré   | 1                            | 0                            | 0                            | 0                            | 1              | 0              | 0              | 0              | 2     | 0           | 0      | 0            |
| Lucas Orbán    | 0                            | 0                            | 0                            | 0                            | 1              | 0              | 0              | 0              | 1     | 0           | 0      | 0            |

## Affluence et télévision

### Affluence
Affluence des Girondins à domicile